# Small Town Saturday Night
Small Town Saturday Night – amerykański dramat filmowy z 2009 roku.

## Obsada
- Chris Pine jako Rhett Ryan
- John Hawkes jako Donny
- Bre Blair jako Samantha
- Lin Shaye jako Phyllis
- Muse Watson jako Charlie
- Shawn Christian jako Tommy
- Adam Hendershott jako Les Ryan
- Octavia Spencer jako Rhonda
- Brent Briscoe jako Travis Perkins
- Scott Michael Campbell jako Dwayne Murphy
- Elina Madison jako Angie
- Reggie Bannister jako Victor